# Live 1983-1989
Live 1983–1989 es el primer álbum en vivo del dúo británico Eurythmics, grabado en los años 1980, década en la cual la banda experimentó su mayor éxito comercial. Las canciones son presentadas cronológicamente en dos discos, con la mayoría de las grabaciones en vivo efectuadas en las correspondientes giras soporte de los álbumes de estudio. Por ejemplo, las versiones de "Love Is a Stranger" y "Who's That Girl?", ambas de álbumes de 1983, fueron extraídas de conciertos de ese mismo año y tienen un sonido muy similar al de sus versiones en estudio.

## Lista de canciones
Todas escritas por Annie Lennox y David A. Stewart, excepto "When Tomorrow comes", escrita por Lennox, Stewart y Patrick Seymour.

### Disco Uno
| N.º | Título                             | Grabación                                                  | Duración |  |
| 1.  | «Never Gonna Cry Again»            | The Haçienda, Manchester 3 de marzo de 1983                | 5:15     |  |
| 2.  | «Love is a Stranger»               | Six Flags Magic Mountain, Los Ángeles 20 de agosto de 1983 | 4:01     |  |
| 3.  | «Sweet Dreams (Are made of this)»  | Quartier Latin, Berlín 22 de marzo de 1983                 | 3:46     |  |
| 4.  | «This City never sleeps»           | O2 Apollo, Manchester 6 de noviembre de 1983               | 5:38     |  |
| 5.  | «Somebody told me»                 | Buffalo, Nueva York 1 de abril de 1984                     | 3:44     |  |
| 6.  | «Who's that Girl?»                 | Auditorium, Chicago 5 de abril de 1984                     | 4:08     |  |
| 7.  | «Right by your side»               | Austin Abril de 1984                                       | 4:27     |  |
| 8.  | «Here comes the Rain again»        | Johanneshovs, Estocolmo 3 de octubre de 1986               | 5:51     |  |
| 9.  | «Sexcrime (Nineteen Eighty-Four)»  | Stadthalle, Fürth 28 de octubre de 1986                    | 3:47     |  |
| 10. | «I love you like a Ball and Chain» | Palazzo dello Sport, Roma 31 de octubre de 1986            | 5:06     |  |
| 11. | «Would I lie to you?»              | Southern Star Amphitheater, Houston 16 de agosto de 1986   | 3:35     |  |

### Disco Dos
| N.º | Título                                           | Grabación                                                 | Duración |  |
| 1.  | «There must be an Angel (playing with my Heart)» | Wembley Arena, Londres Diciembre de 1986                  | 6:58     |  |
| 2.  | «Thorn in my Side»                               | Brighton Centre, Brighton 12 de diciembre de 1986         | 4:35     |  |
| 3.  | «Let's go»                                       | Town Hall, Christchurch 24 de enero de 1987               | 4:56     |  |
| 4.  | «Missionary Man»                                 | Sydney Entertainment Centre, Sídney 14 de febrero de 1987 | 5:04     |  |
| 5.  | «The Last Time»                                  | Entertainment Centre, Melbourne 7 de marzo de 1987        | 3:44     |  |
| 6.  | «The Miracle of Love»                            | Entertainment Centre, Sídney 14 de febrero de 1987        | 6:23     |  |
| 7.  | «I need a Man»                                   | Palazzo dello Sport, Roma 27 de octubre de 1989           | 4:00     |  |
| 8.  | «We too are one»                                 | Point Theatre, Dublin 8 de septiembre de 1989             | 4:20     |  |
| 9.  | «(My my) Baby's gonna cry»                       | Playhouse, Edinburgo 11 de septiembre de 1989             | 5:11     |  |
| 10. | «Don't Ask Me Why»                               | Palazzo dello Sport, Roma 27 de octubre de 1989           | 5:06     |  |
| 11. | «Angel»                                          | Wembley Arena, Londres 23 de septiembre de 1989           | 6:08     |  |

### Disco Tres
Edición limitada. Todas las canciones fueron grabadas en Roma, el 27 de octubre de 1989.
| N.º | Título                                | Duración |  |
| 1.  | «You have placed a Chill in my Heart» | 3:59     |  |
| 2.  | «Here comes the rain again»           | 2:46     |  |
| 3.  | «Would I lie to you?»                 | 2:05     |  |
| 4.  | «It's alright (Baby's coming back)»   | 1:30     |  |
| 5.  | «Right by your side»                  | 1:22     |  |
| 6.  | «When tomorrow comes»                 | 3:21     |  |

## Créditos
- Annie Lennox - voz, teclados
- David A. Stewart - coros, guitarra, teclados